# 中布雷斯拉本山
72°44′S 2°6′W / 72.733°S 2.100°W
中布雷斯拉本山是南極洲的山峰，位於毛德皇后地的瑪塔公主海岸，挪威製圖師根據探險隊的測量和空中照片繪入地圖，現時由南極條約體系管理。